# Lubcz (województwo kujawsko-pomorskie)
Lubcz – wieś w województwie kujawsko-pomorskim, w powiecie żnińskim, w gminie Rogowo. W pobliżu miejscowości leży Jezioro Lubieckie.

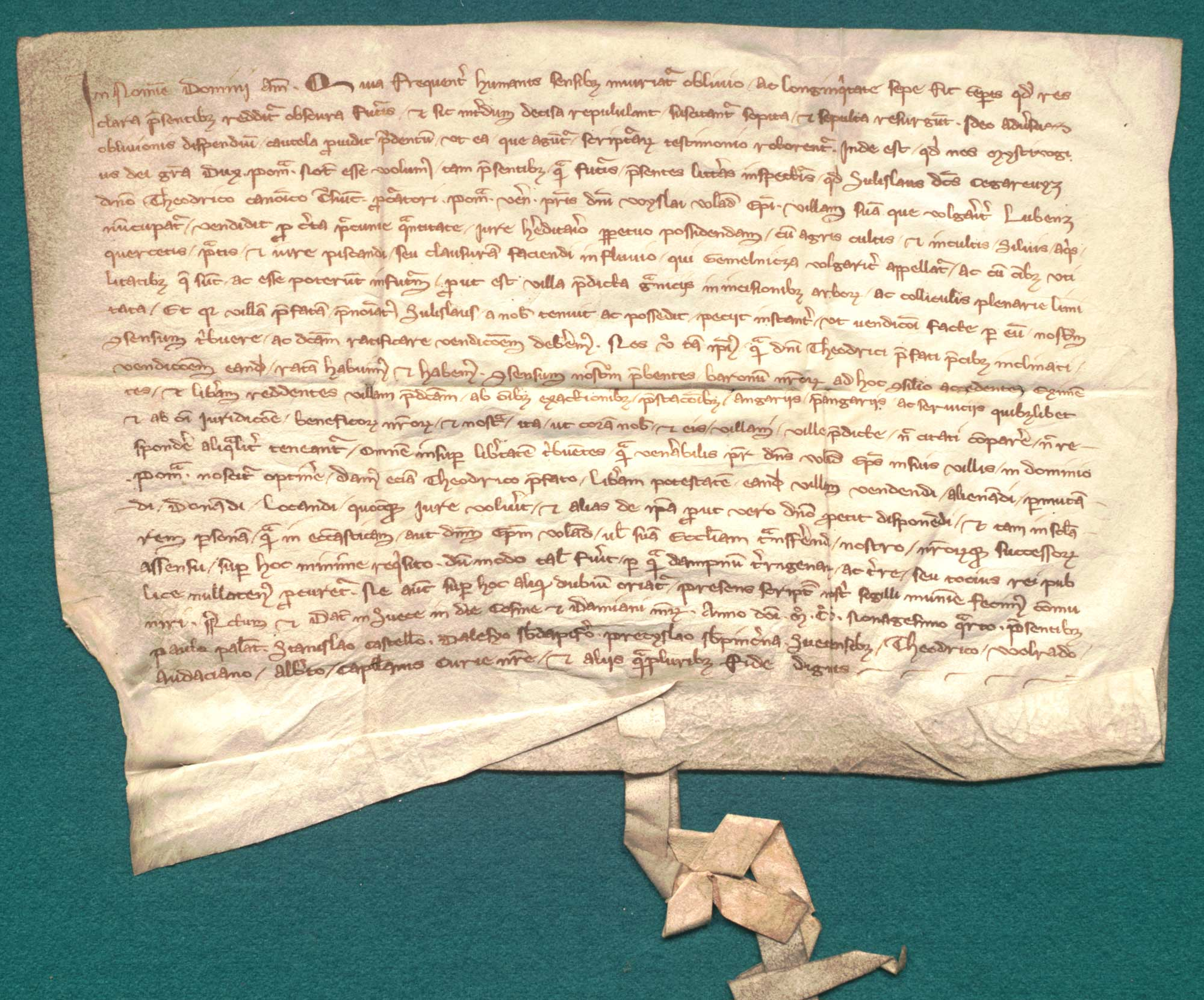
Mściwój, książę pomorski, stwierdza, że Sulisław sprzedał Teodorykowi, kanonikowi kruszwickiemu, wieś Lubenz [Lubcz], 29 września 1294

Pod koniec XVI wieku była to wieś duchowna, własność arcybiskupstwa gnieźnieńskiego, która wchodziła w skład powiatu gnieźnieńskiego w województwie kaliskim, od 1855 roku do 1894 roku proboszczem w Lubczu  był Jan Walenty Kręcki. W latach 1954–1959 wieś należała i była siedzibą władz gromady Lubcz, po jej zniesieniu w gromadzie Rogowo. W latach 1975–1998 miejscowość administracyjnie należała do województwa bydgoskiego. Według Narodowego Spisu Powszechnego (III 2011 r.) liczyła 401 mieszkańców. Jest trzecią co do wielkości miejscowością gminy Rogowo.

## Zabytki
Według rejestru zabytków NID na listę zabytków wpisane są:
- neoromański kościół parafialny pw. św. Mateusza z lat 1907-08, nr rej.: A/507/1-3 z 24.05.2005
- cmentarz kościelny, 2. połowa XIX w., nr rej.: A/507/1-3 z 24.05.2005
- ogrodzenie ze schodami, początek XX w., nr rej.: A/507/1-3 z 24.05.2005